# Bahnhof Berlin-Blankenburg
Der Bahnhof Berlin-Blankenburg wird im Personenverkehr von der Berliner S-Bahn bedient. Hier verzweigen sich die Strecken der Stettiner Bahn und des Berliner Außenrings. In den 1960er und 1970er Jahren war er auch Umsteigepunkt zu dampf- bzw. dieselbetriebenen Vorortzügen. Der Bahnhof mit seinem neoklassizistischen Empfangsgebäude steht unter Denkmalschutz.

## Lage und Name
Der Bahnhof liegt im Westen des Berliner Ortsteils Blankenburg unweit der Grenze zum Ortsteil Französisch Buchholz im Bezirk Pankow. Die Station befindet sich am Kilometer 8,43 der Stettiner Bahn in Hochlage. Die Gleise überqueren im Bahnhofsbereich auf einer Brücke die Bahnhofstraße. Etwa zwei Kilometer nördlich des Bahnhofs liegt das Karower Kreuz, wo der Berliner Außenring die Stettiner Bahn kreuzt. Ursprünglich hieß der Bahnhof nur Blankenburg, später Blankenburg (b Berlin).

## Geschichte

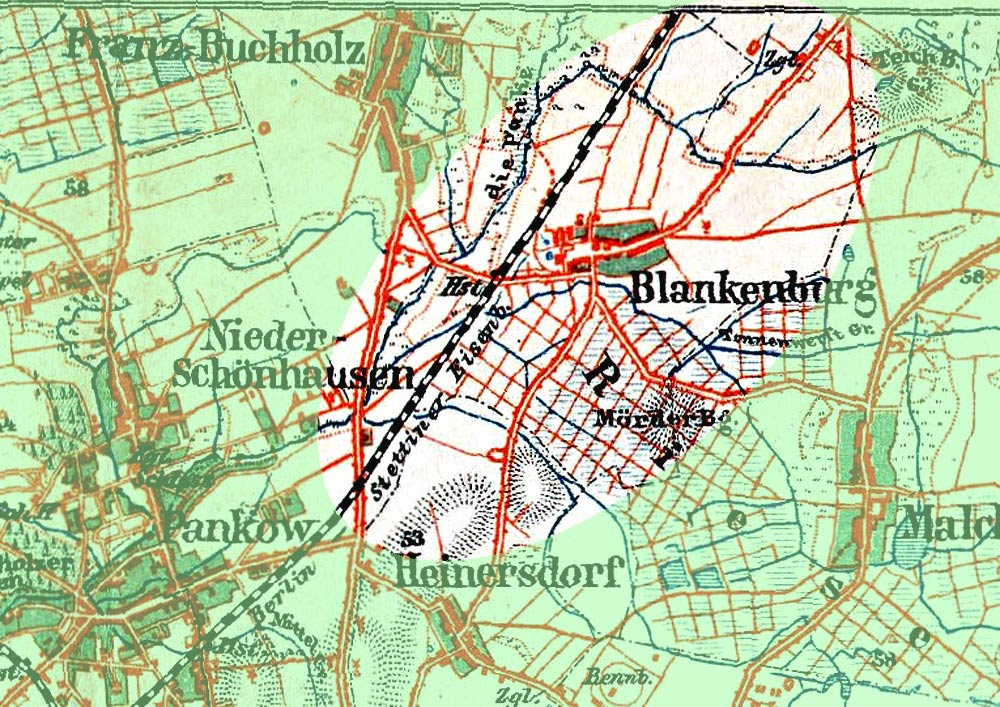
Blankenburg auf einer Karte von 1894, damals lag der Bahnhof noch südlich der Straße nach Buchholz

Die 1843 eröffnete Stettiner Bahn besaß zwischen Berlin (Stettiner Bahnhof, heute: Nordbahnhof) und Bernau über 30 Jahre lang keine Zwischenstationen für den Fahrgastverkehr. Als erster Unterwegshalt ging der Bahnhof Blankenburg am 1. Juni 1877 in Betrieb, wenige Wochen später folgte der Bahnhof Gesundbrunnen, dessen Ringbahnteil bereits einige Jahre zuvor eröffnet wurde. Mit der Eröffnung weiterer Stationen entwickelte sich in den Folgejahren ein kontinuierlich wachsender Vorortverkehr zwischen Berlin und Bernau über Blankenburg.
Für den Güterverkehr ging 1907 eine Güterstrecke vom Magerviehhof Friedrichsfelde nach Blankenburg in Betrieb, die ein Jahr später über Lübars nach Tegel verlängert wurde. Diese Industriebahn Tegel–Friedrichsfelde unterquert südlich des Bahnhofs Blankenburg die Stettiner Bahn und war über ein Verbindungsgleis an den Bahnhof Blankenburg angeschlossen.
Infolge des stark wachsenden Vorortverkehrs wurde die Stettiner Bahn zwischen 1906 und 1911 viergleisig ausgebaut, Fern- und Vorortverkehr getrennt und die Gleise im Bereich Blankenburg auf einen Damm verlegt. Die Anlagen des Bahnhofs wurden dabei völlig neu gebaut, auch das Empfangsgebäude entstammt jener Zeit. Die Vorortstrecke nach Bernau und damit auch der Bahnhof Blankenburg war 1924 die erste mit Gleichstrom elektrifizierte Strecke. In Blankenburg wurden für die wenig später S-Bahn genannten Gleichstromzüge eine Kehr- und Abstellanlage gebaut.

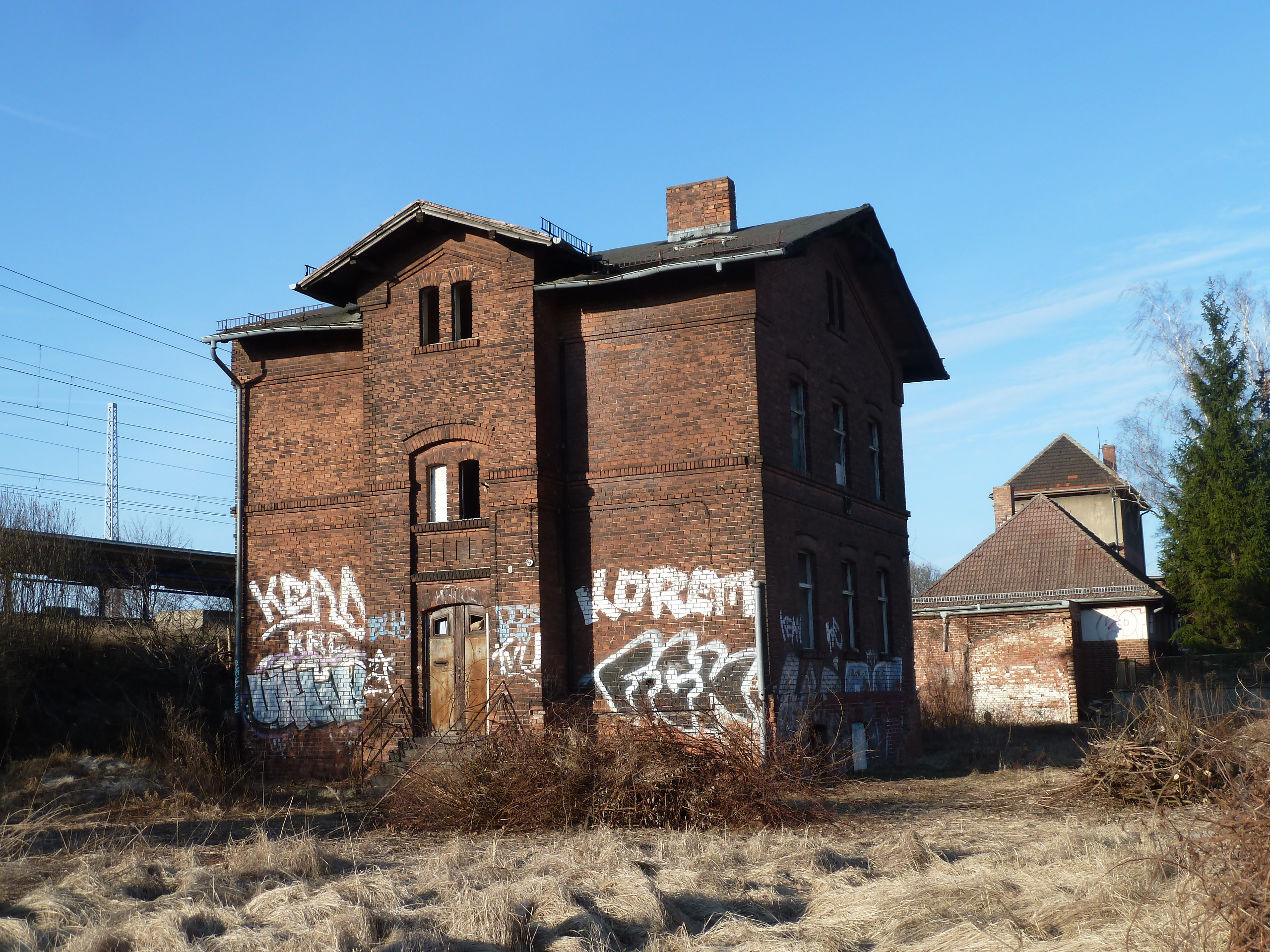
Aus der Zeit vor dem Umbau der Bahnanlagen stammte dieses denkmalgeschützte ehemalige Wärterwohnhaus, das 2014 abgerissen wurde

Zur Umfahrung West-Berlins entstand Anfang der 1950er Jahre der Berliner Außenring. Am Karower Kreuz richtete man Verbindungskurven zur Stettiner Bahn ein, die südwärts betrieblich an den Bahnhof Blankenburg anschlossen. Der S-Bahn-Verkehr lief bis zum Mauerbau 1961 zunächst noch ungehindert zwischen beiden Teilen Berlins. Nach den Mauerbau fuhren die S-Bahn-Züge aus Blankenburg nicht mehr in Richtung Berlin-Gesundbrunnen, sondern ausschließlich über die östliche Ringbahn. Ende 1961 ging ein S-Bahn-Abzweig vom Bahnhof Blankenburg zum Außenring für Züge in Richtung Oranienburg in Betrieb. Die Kurve war bereits 1953 beim Ausbau des Karower Kreuzes angelegt worden. Die Züge der Heidekrautbahn aus Basdorf konnten als Folge des Mauerbaus nicht mehr nach Bahnhof Berlin-Wilhelmsruh fahren. Für sie entstand ein provisorischer Bahnsteig in Blankenburg an der Ausfahrtgruppe zur Industriebahn, der allgemein auch als Basdorfer Bahnsteig bezeichnet wurde. Er lag auf der anderen Seite der Gleise jenseits der Bahnhofstraße und war vom S-Bahnsteig nur umständlich zu erreichen, was auf Kritik unter den Fahrgästen stieß. Am 26. Juli 1975 geriet der Dachstuhl der Wartehalle auf dem Basdorfer Bahnsteig in Brand. Nach diesem Feuer wurde der gesamte Bahnsteig und die Zugangstreppe erneuert. Seit 1976 enden die Züge aus Basdorf an dem S-Bahnsteig in Karow; der Bahnsteig in Blankenburg wurde abgebaut.
Im Güterverkehr hatte der Bahnhof nur geringe Bedeutung, seine wichtigste Funktion war die als Anschlussbahnhof zur Industriebahn. Der Abschnitt der Industriebahn über die Sektorengrenze war bereits 1952 unterbrochen worden. Die westlich des Bahnhofs Blankenberg verbliebenen Anschlüsse im Bereich Buchholz und Niederschönhausen wurden noch bis 1972 bedient. Die Strecke wurde danach wegen des Baus der Autobahn nach Pankow, die direkt westlich des Bahnhofs verläuft, abgebaut. 1988 wurde die Industriebahn zwischen Marzahn und Weißensee unterbrochen, sodass nur noch einige Anschlüsse im Bereich Weißensee von Blankenburg aus bedient wurden. Nach der politischen Wende wurde der Betrieb auf der Industriebahn komplett eingestellt, und die Anlagen wurden abgebaut.
Nach der Schließung des nahegelegenen Rangierbahnhofs Pankow 1997 waren die Ferngleise im Bereich Blankenburg für einige Jahre unterbrochen. Zwischen 2003 und 2005 wurden die Brücken der S-Bahn-Gleise über die Bahnhofstraße erneuert, dabei wurden die Ferngleise teilweise als Ersatz genutzt. 2006 gingen die erneuerten Ferngleise im Zusammenhang mit dem Bau der Nord-Süd-Fernbahn durch Berlin und des neuen Berliner Hauptbahnhofs in Betrieb.

## Anlagen

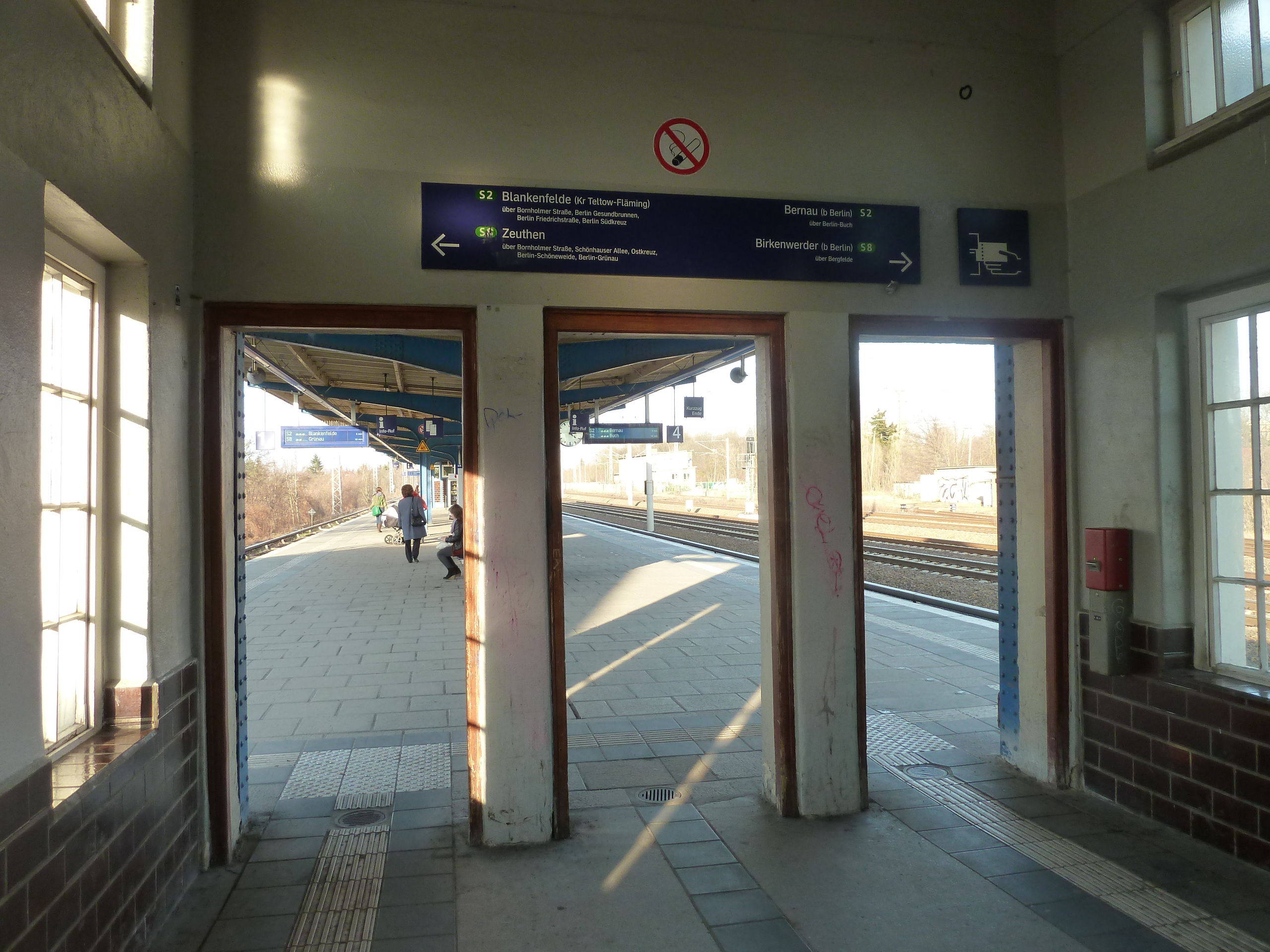
Zugang zum Bahnsteig

Der ursprüngliche Bahnhof lag südlich der Bahnhofstraße, die die Bahngleise ebenerdig kreuzte. Von dieser Station blieb lange Zeit ein Bahnwärterhaus mit Stallgebäude östlich der Gleisanlagen erhalten. Die beiden leerstehende Gebäude wurden unter Denkmalschutz gestellt, sind jedoch in der Denkmalliste 2014 nicht mehr enthalten und wurden im gleichen Jahr abgerissen.
Seit dem Streckenausbau Anfang des 20. Jahrhunderts liegen die Gleise in Hochlage und das Empfangsgebäude nördlich der Bahnhofsstraße. Das nach Plänen der Architekten und Eisenbahn-Baubeamten Karl Cornelius und Ernst Schwartz gebaute Gebäude entspricht in seinen Grundzügen den etwa zeitgleich von den gleichen Architekten stammenden Empfangsgebäuden an der Stettiner Bahn in Pankow, Pankow-Heinersdorf, Karow, Buch, Röntgental und Zepernick. Wie fast alle dieser Stationen ist das Empfangsgebäude ein verputzter zweigeschossiger Ziegelbau auf Kalksteinsockel mit Walmdach und einer Freitreppe mit schmiedeeisernen Leuchten. Der größte Teil des Gebäudes steht neben dem Gleiskörper. Insbesondere wurden die Schalterhalle und die Räumlichkeiten, in denen sich ständig Personal aufhielt, wie Fahrkartenausgabe und Vorsteherräume, in diesem Teil angeordnet. Unter den Gleisen befindet sich die Zugangshalle. Der Bahnsteig wurde mit einem einstieligen Holzdach auf genieteten Vollwandstützen versehen. Das Ensemble aus „Empfangsgebäude mit Verbindungsgang, Treppenaufgang und Bahnsteig“ steht unter Denkmalschutz.
Der Bahnsteigzugang befindet sich am südwestlichen Ende des Bahnsteigs; nördlich an die Bahnsteige schließt sich die Kehranlage und die Trennung der S-Bahn-Gleise in Richtung Karow und Richtung Außenring an. Südöstlich der S-Bahn-Gleise und des Bahnsteigs liegen die Gleisanlagen der Fernbahn; jenseits der Fernbahngleise das Stellwerk.
Die Station ist als eine von 20 sogenannten Stammbahnhöfen der Berliner S-Bahn mit einer örtlichen Aufsicht besetzt.

## Anbindung

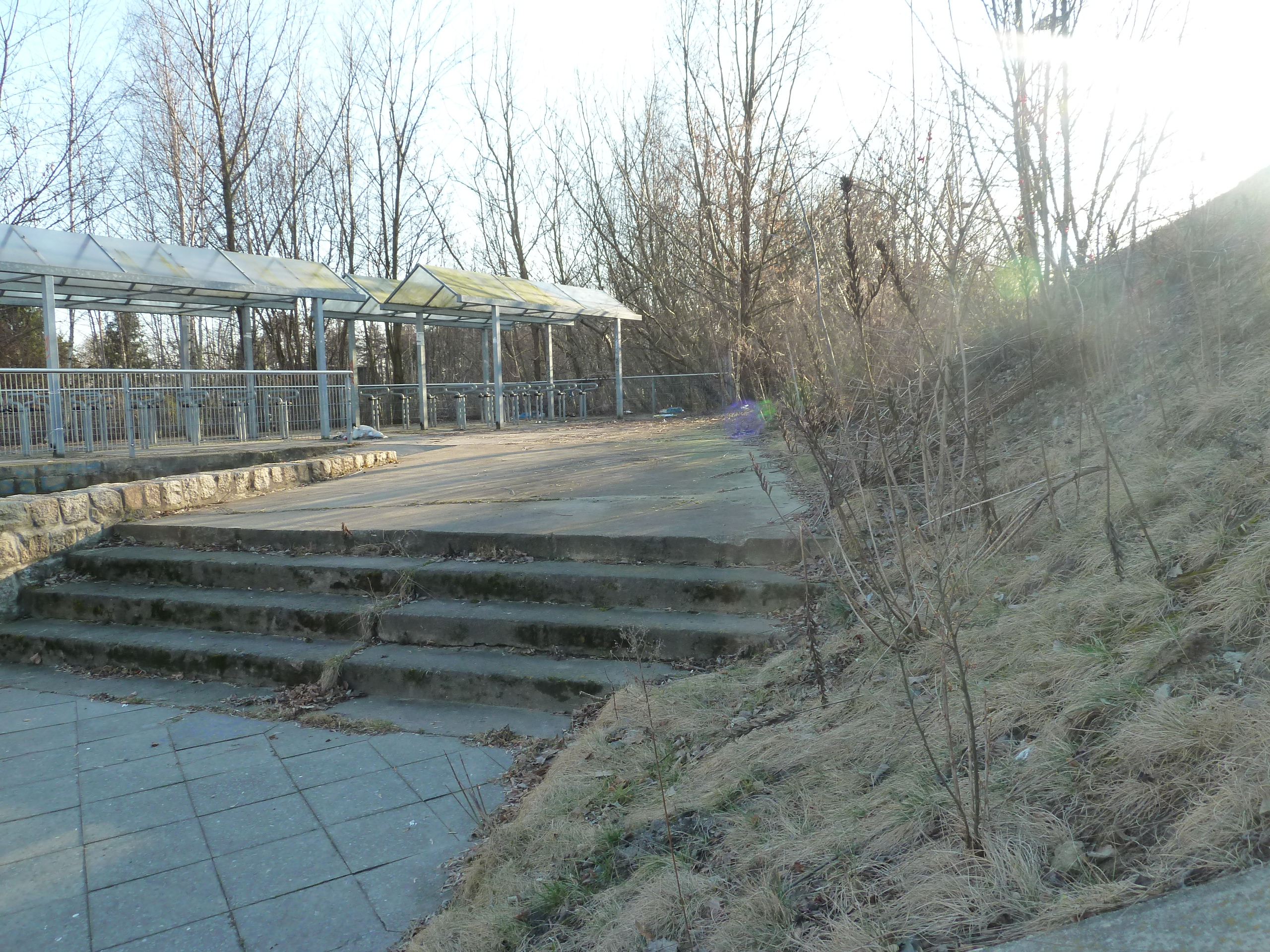
Treppen am früheren Zugang zum Basdorfer Bahnsteig auf der Rückseite des Bahnhofs

Der Bahnhof diente stets vor allem dem Vorortverkehr. 1905 verkehrten etwa stündlich Züge zwischen Berlin und Bernau mit Halt in Blankenburg, hinzu kamen einige Verstärkerzüge zwischen Berlin und Blankenburg. Nach der Trennung der Vorortgleise vom Fernverkehr wurde das Angebot weiter verdichtet. Nach der Elektrifizierung wurde der Bahnhof im 20-Minuten-Takt von den Zügen nach Bernau bedient. Bei diesem Angebot blieb es (bis auf Einschränkungen infolge des Zweiten Weltkriegs) bis Ende der 1950er Jahre. Damals wurde – zunächst im 40-Minuten-Takt – eine Linie eingerichtet, die in Blankenburg begann und über ein mit einer Stromschiene versehenes Gütergleis zwischen Pankow und Schönhauser Allee auf die östliche Ringbahn fuhr, ohne West-Berliner Bahnhöfe zu bedienen. Nach dem Mauerbau nutzten alle S-Bahnen aus Blankenburg diese später zweigleisig ausgebaute Verbindung. Seit 1961 bediente auch die S-Bahn nach Oranienburg den Bahnhof Blankenburg, eine dritte Zuggruppe im 20-Minuten-Takt begann in Blankenburg in Richtung Süden. Seit den 1970er Jahren wird der Abschnitt zwischen Blankenburg und Buch im 10-Minuten-Takt bedient. Von 1961 bis 1976 kamen noch ein bis zwei dampf-, später dieselbetriebene Züge pro Stunde in Richtung Basdorf hinzu.
Im Jahr 2024 wird der Bahnhof von den S-Bahn-Linien S2, S26 und S8 bedient. Die S2 verkehrt im Tagesverkehr alle 10 Minuten, die S26 wie auch die S8 alle 20 Minuten. 
Umsteigemöglichkeiten bestehen zu den Buslinien 150 und 154 der BVG.
| Linie | Verlauf |
| ----- | --- |
|       | Bernau – Bernau-Friedenstal – Zepernick – Röntgental – Buch – Karow – Blankenburg – Pankow-Heinersdorf – Pankow – Bornholmer Straße – Gesundbrunnen – Humboldthain – Nordbahnhof – Oranienburger Straße – Friedrichstraße – Brandenburger Tor – Potsdamer Platz – Anhalter Bahnhof – Yorckstraße – Südkreuz – Priesterweg – Attilastraße – Marienfelde – Buckower Chaussee – Schichauweg – Lichtenrade – Mahlow – Blankenfelde |
|       | Blankenburg – Pankow-Heinersdorf – Pankow – Bornholmer Straße – Gesundbrunnen – Humboldthain – Nordbahnhof – Oranienburger Straße – Friedrichstraße – Brandenburger Tor – Potsdamer Platz – Anhalter Bahnhof – Yorckstraße – Südkreuz – Priesterweg – Südende – Lankwitz – Lichterfelde Ost – Osdorfer Straße – Lichterfelde Süd – Teltow Stadt                                                                                |
|       | Birkenwerder – Hohen Neuendorf – Bergfelde – Schönfließ – Mühlenbeck-Mönchmühle – Blankenburg – Pankow-Heinersdorf – Pankow – Bornholmer Straße – Schönhauser Allee – Prenzlauer Allee – Greifswalder Straße – Landsberger Allee – Storkower Straße – Frankfurter Allee – Ostkreuz – Treptower Park – Plänterwald – Baumschulenweg – Schöneweide – Johannisthal – Adlershof – Grünau (– Eichwalde – Zeuthen – Wildau)          |